# Brníkov
Brníkov (německy Bernikau) je vesnice, část obce Mšené-lázně v okrese Litoměřice. Nachází se asi 3,5 km na severozápad od Mšeného. V roce 2009 zde bylo evidováno 133 adres. V roce 2011 zde trvale žilo 212 obyvatel.
Brníkov je také název katastrálního území o rozloze 6,71 km².

## Historie
První písemná zmínka o vesnici pochází z roku 1372.

## Obyvatelstvo
|           | 1869 | 1880 | 1890 | 1900 | 1910 | 1921 | 1930 | 1950 | 1961 | 1970 | 1980 | 1991 | 2001 | 2011 |
| --------- | ---- | ---- | ---- | ---- | ---- | ---- | ---- | ---- | ---- | ---- | ---- | ---- | ---- | ---- |
| Obyvatelé | 435  | 445  | 487  | 579  | 543  | 565  | 487  | 350  | 303  | 295  | 269  | 201  | 200  | 212  |
| Domy      | 83   | 91   | 98   | 109  | 108  | 107  | 120  | 124  | 106  | 99   | 91   | 95   | 100  | 104  |

## Pamětihodnosti
- Boží muka
- Sýpka
- Stodola naproti sýpce
- V západní části katastrálního území se v polích nachází tři remízky zvané Podbradecký, Kamenný a Poplzský. Všechny tři jsou pozůstatkem vojenského polního tábora z válek v době vlády Marie Terezie. První dva mají rozměry přibližně 67 × 67 metrů, zatímco tábor v Poplzském remízku měří 84 × 50 metrů. Všechny tábory byly opevněny příkopem a valem.[7]